# 단아
단아(Danah, 1994년 8월 26일~)는 대한민국의 가수이며, 대한민국의 걸그룹 뉴에프오의 멤버이다. 본명은 송단아이다. 위너의 멤버 송민호의 여동생이다.

## 음반
- Bounce (New.F.O 1st Digital Single) (2011)

## 출연
- 에픽하이 《본 헤이터》 뮤직비디오 (2014)